# Кухня (телесеріал)
«Кухня» — російський комедійний серіал. Створений компаніями «Yellow, Black and White»
та «KeyStone Production» на замовлення ЗАТ «ВБД Груп». Транслюється на каналі «СТС». Серіал присвячений перипетіям колективу елітного ресторану французької кухні «Claude Monet» (Клод Моне, з 5 сезону — ресторану «Victor»).
В Україні серіал транслювався на «Новому каналі» (мовою оригіналу з українськими субтитрами).
На каналах «1+1» та «ТЕТ» показували одночасно (з українським дубляжем або з українськими субтитрами).
В Польщі телеканал Polsat транслює польську версію Кухні.

## Сюжет
Головний герой серіалу — Максим Лавров, народився у Воронежі, з дитинства мріє стати відомим шеф-кухарем. Закінчивши кулінарний коледж і відслуживши в армії, він приїхав до Москви, щоб почати свою кар'єру в модному та дорогому ресторані французької кухні «Claude Monet». Господарем ресторану є телеведучий Дмитро Нагієв. Він досвідчений поціновувач гарної кухні; крім того, для нього важливо, щоб ресторан відповідав високому статусу свого власника і був найкращим. Шеф-кухар Віктор Петрович Баринов — справжній майстер своєї справи, зірка гастрономічного бомонду, що знає, як догодити вибагливим гурманам. Зворотний бік цього ідеального на перший погляд образу — вкрай поганий характер, зловживання алкоголем і пристрасть до азартних ігор. Артдиректором ресторану працює Вікторія Сергіївна Гончарова — хитра, розважлива і цілеспрямована красуня-кар'єристка, приїхала до Москви з Калінінграда. У неї на першому місці робота, а от на особисте життя часу не залишається. У своїй роботі вона постійно вступає в конфлікт з шеф-кухарем; зіткнення двох непростих характерів поглиблюється тим, що Гончарова є сестрою колишньої дружини Баринова. Максиму Лаврову належить влитися у сформований колектив, який його зовсім не шанує, довести свою професійну придатність як колегам, так і клієнтам, заслужити повагу шеф-кухаря.

## Історія створення
Зйомки серіалу почалися в липні 2012 року. «Кухня» стала найдорожчим серед російських ситкомів — вартість однієї серії становила 200 тисяч доларів (всього витрачено на запланованих спочатку 40 серій 8 мільйонів доларів, а вартість покупки прав тільки на одну пісню Beyonce склала близько 1 млн рублів).
1 листопада 2012 року почалися зйомки 20 серій другого сезону серіалу. Прем'єра відбулася 25 березня 2013 року.
У липні 2013 року почалися зйомки третього сезону серіалу, а з вересня паралельно знімався повнометражний фільм «Кухня в Парижі». Реліз повнометражного фільму відбувся 1 травня 2014 року в кіно. За запевненням творців, фільм буде продовжувати сюжет третього сезону і передувати четвертому сезону.
2 березня 2014 року вийшов документальний фільм «Кухня. Фільм про фільм».
Зйомки четвертого сезону почалися в квітні 2014 року, а вже 13 жовтня серіал з'явився на екранах телевізорів.
7 вересня 2015 року вийшов п'ятий сезон серіалу.
Прем'єра фінального шостого сезону відбулася 29 лютого 2016 року.
20 квітня 2017 року вийшов комедійний художній кінофільм «Кухня: Остання битва», який став продовженням шостого сезону серіалу.
У 2016 році вийшов мультсеріал «Кухня».

## У ролях
| Актор              | Український дубляж            | Роль                                            | Опис персонажа |
| ------------------ | ----------------------------- | ----------------------------------------------- | --- |
| Дмитро Назаров     | Олег Лепенець                 | Віктор Петрович Баринов                         | Попередній шеф-кухар московського ресторану французької кухні «Claude Monet», батько Аліси та Каті |
| Марк Богатирьов    | Андрій Федінчик               | Максим Леонідович Лавров (Огузок)               | 23 роки, кухар з Воронежу, який влаштувався до ресторану «Claude Monet». |
| Олена Підкамінська | Катерина Сергеєва             | Вікторія Сергіївна Гончарова                    | 27 років, артдиректор ресторану «Claude Monet», сестра Тетяни, тітка Аліси |
| Дмитро Нагієв      | Роман Чорний                  | Дмитро Володимирович Нагієв                     | Камео, у 1 сезоні і з 10-ї серії 2 сезону — господар ресторану «Claude Monet» |
| Віктор Хориняк     |                               | Костянтин Костянтинович Анісімов (Костя)        | Бармен, друг Макса, чоловік Насті |
| Ольга Кузьміна     | Анастасія Жарнікова-Зіновенко | Анастасія Степанівна Анісімова (Фоміна) (Настя) | Офіціантка, дружина Кості. Вегетаріанка, захисниця прав тварин і бездомних |
| Сергій Єпішев      |                               | Лев Семенович Соловйов (Льова)                  | Су-шеф, «права рука» Віктора Петровича |
| Сергій Лавигін     | Павло Скороходько             | Арсеній Андрійович Чуганін (Сеня)               | Кухар, спеціаліст з м'яса |
| Валерія Федорович  |                               | Катерина Вікторовна Баринова                    | Су-шеф молекулярної кухні. Старша дочка Віктора Баринова |
| Михайло Тарабукін  | Олександр Погребняк           | Федір Юрченко (Федя)                            | Кухар, спеціаліст з риби |
| Марина Могилевська | Лідія Муращенко               | Олена Павлівна Соколова                         | Шеф-кухарка ресторану-конкурента «Arcobaleno» (італ. Веселка) |
| Марія Горбань      |                               | Христина Семеновна Альохіна (Нагієва)           | Дружина Дмитра Нагієва (до 44 серії), господарка ресторану Claude Monet (21-29 серії), до початку дії серіалу - хостес ресторану Claude Monet. Народилася у Дніпродзержинську. Подруга Сашка. У 56 серії стала артдиректором ресторану Claude Monet, але майже одразу втекла, прихопивши всі гроші Нагієва із сейфа, внаслідок чого ресторан опинився на межі банкрутства. У 101 серії з'ясувалося, що вона дружина бізнес-партнера Елеонори Андріївни Данила Маратовича Альохіна. Зрадила йому кілька разів з Нагієвим, після чого довелося розлучитися з Елеонорою Андріївною (1-3, 6 сезони) |
| Микита Тарасов     |                               | Людовік Бенуа (Луї)                             | Кондитер-пекар з Франції |
| Катерина Кузнєцова | Юлія Перенчук                 | Олександра Бубнова (Саша)                       | Офіціантка |
| Жанил Асанбекова   |                               | Айнура Жаннатбеківна Кененсарова                | Прибиральниця-посудомийка |
| Олена Чернявська   |                               | Ангеліна Смірнова                               | Хостес |
| Віталій Єгоров     |                               | Олексій Смолін                                  | |

## Цікаві факти
- Серіал «Кухня» став найдорожчим серед російських ситкомів — вартість однієї серії становить 200 тисяч доларів (всього витрачено на показ 40 серій — 8 мільйонів доларів)[1], а вартість покупки прав тільки на одну пісню  Beyonce склала близько 1 млн[2]
- Всі страви готувалися прямо на знімальному майданчику, але професійними кухарями.[3]
- Після затвердження Дмитра Назарова на роль шеф-кухаря Віктора Баринова став відомим наступний факт: у сценарії донька Віктора була названа Арішею, а колишня дружина — Ольгою. З початком зйомок стало відомо, що справжніх доньку та дружину Дмитра Назарова теж звуть Аріша та Ольга. У підсумку, імена героїнь в серіалі вирішили змінити — тепер їх звуть Аліса і Тетяна.[4]
- Виконавець ролі шеф-кухаря, актор Дмитро Назаров більше 5,5 років вів програму «Кулінарний поєдинок» на каналі НТВ і озвучував шеф-кухаря Огюста Гюсто в анімаційному фільмі «Рататуй».
- У 28-й серії присутня пародія на соціальну мережу Facebook — Friendbook.

## Фільми, вистави та наступні серіали
- "Кухня в Парижі" (2014) - повнометражний фільм, продовження 3 сезону телесеріалу "Кухня".
- "Готель Елеон" (2016-2017) - ситком, спін-оф телесеріалу "Кухня".
- «Кухня: Остання битва» (2017) – повнометражний фільм, продовження 6 сезону телесеріалу «Кухня».
- Вистава «Кухня на виїзді».
- "Гранд" (2018-2021) - ситком, спін-офф і пряме продовження телесеріалу "Готель Елеон".
- "СеняФедя" (2018-2022) - скетчком, спін-оф телесеріалів "Кухня", "Готель Елеон" та "Гранд".
- «Кухня. Війна за готель» (2019—2020) — ситком, спін-офф телесеріалів «Кухня» та «Готель Елеон».
- Готель Белград (2020) - повнометражний фільм за мотивами телесеріалів Готель Елеон і Гранд.